# Хюбшман, Генрих
Ге́нрих Хю́бшман (Гю́бшман), (нем. Johann Heinrich Hübschmann; 1 июля 1848, Эрфурт — 21 января 1908, Страсбург) — немецкий филолог.
Представитель индоевропейской компаративистики младограмматического направления.
Профессор Страсбургского университета.
Наиболее известен как арменист и иранист.
Первым установил, что армянский язык представляет собой отдельную группу в составе индоевропейской семьи, а не один из  иранских языков, как считалось ранее, а также принадлежность к иранской группе афганского языка, который до него причисляли к индийским или к промежуточным между индийскими и иранскими языками.
Его работы о Зендавесте и иранских языках помещены в «Zeitschrift der Deutschen Morgenländischen Gesellschaft», в «Zeitschrift für vergleichende Sprachforschung» Франца Куна и в трудах Мюнхенской академии.

## Труды
- «Zur Casuslehre», Münch., 1875
- Über die Stellung des Armenischen im Kreise der indogermanischen Sprachen, «Zeitschrift fur vergleichende Sprachforschung der indogermanischen Sprachen», 1877, Bd 23
- Iranische Studien, там же, 1879, Bd 24
- «Armenische Studien», 1883
- «Das indogermanische Vokalsystem», Stras., 1885
- «Etymologie und Lautlehre der ossetischen Sprache», Stras., 1887
- «Persische Studien», Stras., 1895
- «Armenische Grammatik», 2 Aufl., Lpz., 1897
- «Altarmenische Ortsnamen», 1904